# Ghazala
Ghazala o Ghezala o Ghzala (àrab: غزالة, Ḡazāla) és una ciutat de Tunísia, a la governació de Bizerta, situada uns 25 km a l'est de Bizerta i uns 5 km al nord-oest de Mateur. La ciutat té uns 6.000 habitants. És capçalera d'una delegació amb 29.700 habitants. Es troba al sud del llac Ichkeul, però no s'ha beneficiat gaire del turisme.

## Administració
És el centre de la delegació o mutamadiyya homònima, amb codi geogràfic 17 57 (ISO 3166-2:TN-12), dividida en nou sectors o imades:
- Ghezala (17 57 51)
- El Arab (17 57 52)
- Dheouaouda (17 57 53)
- Hached (17 57 54)
- Ouled El May (17 57 55)
- Sidi Aïssa (17 57 56)
- Rakb (17 57 57)
- Bou Jerir (17 57 58)
- Sidi Mansour (17 57 59)

Al mateix temps, des de l'11 de setembre de 2015 forma una municipalitat o baladiyya (codi geogràfic 17 26), constituïda pel decret governamental núm. 2015-1278.